# Okres Hartberg-Fürstenfeld
Okres Hartberg-Fürstenfeld je okres v rakouské spolkové zemi Štýrsko. Má rozlohu 1 228 km². V roce 2015 zde žilo 90 357 obyvatel. Sídlem správy okresu je město Hartberg. Okres se dále člení na 36 obcí (z toho 3 města a 9 městysů).

## Města a obce

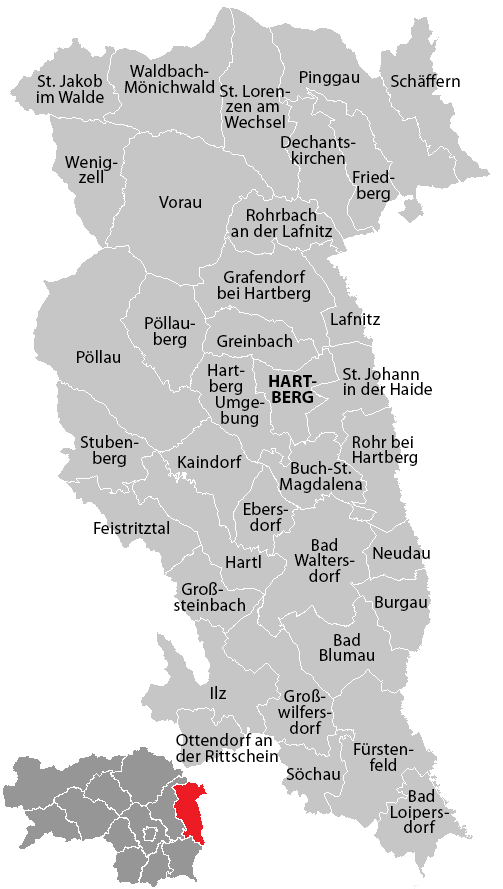
Obce v okrese Hartberg-Fürstenfeld

| Města: - Hartberg - Friedberg - Fürstenfeld Městysy: - Bad Waltersdorf - Burgau - Grafendorf bei Hartberg - Ilz - Kaindorf - Neudau - Pinggau - Pöllau - Vorau Obce: - Bad Blumau - Buch-St. Magdalena - Dechantskirchen - Ebersdorf | - Feistritztal - Greinbach - Großsteinbach - Großwilfersdorf - Hartberg Umgebung - Hartl - Lafnitz - Loipersdorf bei Fürstenfeld - Ottendorf an der Rittschein - Pöllauberg - Rohr bei Hartberg - Rohrbach an der Lafnitz - Sankt Jakob im Walde - Sankt Johann in der Haide - Sankt Lorenzen am Wechsel - Schäffern - Söchau - Stubenberg - Waldbach-Mönichwald - Wenigzell |